# Ust'-Kut
Ust'-Kut è una cittadina industriale della Russia asiatica, situata sul fiume Lena (nei pressi della confluenza in essa dell'affluente Kuta) nella Siberia centrale, nell'oblast' di Irkutsk a circa 950 km di distanza dal capoluogo.

## Storia
Fondata nel 1631 dall'ataman cosacco Ivan Galkin; lo status di città viene concesso nel 1954.

## Geografia
La città è servita da un aeroporto ed è capoluogo dell'Ust'-Kutskij rajon.